# Sharon Luengo
Sharon Raquel Luengo González (Maracaibo, 16 settembre 1971) è una modella venezuelana.
Ha partecipato in qualità di Miss Costa Oriental al concorso di bellezza nazionale Miss Venezuela nel 1990, ottenendo la fascia di Miss Photogenic ed il titolo di Miss Mondo Venezuela.
In quanto rappresentante ufficiale del proprio paese, ha gareggiato a Miss Mondo 1990, che si è tenuto a Londra, nel Regno Unito, l'8 novembre 1990. In quell'occasione, la Luengo ha ottenuto il titolo di Miss Photogenic e si è classificata al terzo posto dietro la vincitrice, Gina Tolleson rappresentante degli Stati Uniti.
In precedenza, Sharon Luengo aveva vinto il concorso Model of the World, che si era tenuto a Taipei, Taiwan, il 18 giugno 1990.